# Rába H25
Der Rába H25 ist ein allradgetriebener Lastkraftwagen (6×6) aus der Produktion des Rába-Werks im ungarischen Győr.

## Modellbeschreibung
Der Rába H25 ist im Wesentlichen eine schwere Version des H18-Militär-LKW, dessen Entwicklung bereits Mitte der 1980er-Jahre begann und nach dem Zerfall des Ostblocks konzeptionell auf westliche LKW-Modelle ausgerichtet wurde. Der H25 kann mehr Nutzlast mit sich führen und verfügt über einem verlängerten Radstand. Wie beim Modell H18, so wird auch beim H25 das MAN-Führerhaus des MAN gl verwendet. Der H25 ist mit verschiedenen Aufbauten erhältlich und entspricht NATO-Standards. Der LKW wird auch als Zugmaschine für Anhänger oder Artilleriewaffen eingesetzt.
Das Fahrzeug wird von einem MAN-Turbodieselmotor des Typs MAN D0826 LF 04 mit 280 PS angetrieben. Die Fahrzeuge der ungarischen Armee sind mit Geschwindigkeitsbegrenzern ausgestattet, die auf 85 km/h eingestellt sind. Das Fahrzeug ist mit einer Reifendruckregelanlage ausgestattet. Eine Luftverladbarkeit in einer C-130 Hercules ist möglich.

## Technische Daten
Quelle: Datenblatt des Herstellers
- Modell: H25.206
- Gesamtmasse: 25.000 kg
- Eigengewicht: 10.000 kg
- Bewegliches Gewicht:
  - auf der Straße: 14.700 kg
  - im Gelände: 12.000 kg
- Radformel: 6×6
- Länge: 7.190 mm
- Breite: 2.490 mm
- Höhe: 3.015 mm
- Minimaler Wendekreis: 11,2 m
- Radstand: 3.850 mm – 1.350 mm
- Höchstgeschwindigkeit auf der Autobahn: 95,3 km/h (begrenzt auf 85 km/h)
- Tankinhalt: 250 l
- Steigfähigkeit: 30°
- Reifengröße / Reifengröße: 6+1 / 14.00 R 20
- Motortyp: MAN D0826 LF 04 (EURO I)
- Motorsystem: Dieselgetriebener, wassergekühlter Turbo-Ladeluftkühler
- Zylinder: 6
- Maximale Leistung: 198 kW / 270 PS
- Getriebe: 9+1 Gang mit Schaltgetriebe
- Kupplung: hydraulische Einscheibenbremse
- Elektrische Anlage: 24 V